# Elşad Allahverdiyev
Elşad Əhəd oğlu Allahverdiyev (ur. 27 czerwca 1973) – azerski zapaśnik walczący w stylu wolnym. Dwukrotny olimpijczyk. Czternasty w Atlancie 1996 i dziesiąty w Sydney 2000. Walczył w kategorii 68–76 kg.
Piąty na mistrzostwach świata w 1999. Czwarty na mistrzostwach Europy w 2001. Trzeci na igrzyskach wojskowych w 1999 roku.